# ارنست کاهن
ارنست کاهن (انگلیسی: Ernest Cahen؛ ۱۴ اوت ۱۸۲۸ – ۸ نوامبر ۱۸۹۳) آهنگساز اهل فرانسه بود.
وی همچنین برندهٔ جوایزی همچون جایزه بزرگ رم شده‌است.